# Powiat de Białobrzegi
Pour les articles homonymes, voir Białobrzegi (homonymie).
Le powiat de Białobrzegi (en polonais : powiat białobrzeski) est un powiat (district) appartenant à la voïvodie de Mazovie dans le centre-est de la Pologne,  créée en 1999 lors de la réforme administrative.
Elle est née le 1er janvier 1999, à la suite des réformes polonaises de gouvernement local passées en 1998. 
Son siège administratif du powiat est la ville de Białobrzegi, qui se trouve à 63 kilomètres au sud de Varsovie, capitale de la Pologne. Il y a une autre ville dans le powiat, Wyśmierzyce située à 10 kilomètres à l'ouest de Białobrzegi. 
Le district couvre une superficie de 639,28 kilomètres carrés. En 2006, sa population totale est de 33 545 habitants, avec une population pour la ville de Białobrzegi de 7 320 habitants, dans la ville de Wyśmierzyce de 889 habitants et une population rurale de 25 336 habitants.

## Powiaty voisines
La Powiat de Białobrzegi est bordée des powiaty de : 
- Grójec au nord ;
- Kozienice à l'est ;
- Radom au sud ;
- Przysucha au sud-ouest.

## Division administrative
Le powiat de Białobrzegi comprend 6 communes :
| Gmina                | Type         | Superficie (km²) | Population (2006) | Siège          |
| Gmina Białobrzegi    | urbain-rural | 78,9             | 10 278            | Białobrzegi    |
| Gmina Stromiec       | rural        | 156,5            | 5 618             | Stromiec       |
| Gmina Promna         | rural        | 120,7            | 5 612             | Promna         |
| Gmina Stara Błotnica | rural        | 96,2             | 5 252             | Stara Błotnica |
| Gmina Radzanów       | rural        | 82,6             | 3 888             | Radzanów       |
| Gmina Wyśmierzyce    | urbain-rural | 104,3            | 2 897             | Wyśmierzyce    |

## Démographie
Données du 30 juin 2005:
| Description | Total  | Total | Femmes | Femmes | Hommes | Hommes |
| ----------- | ------ | ----- | ------ | ------ | ------ | ------ |
| Unité       | Nombre | %     | Nombre | %      | Nombre | %      |
| Population  | 33 545 | 100   | 16 688 | 49,75  | 16 857 | 50,25  |
| Urbain      | 8 131  | 24,24 | 4 101  | 12,23  | 4 030  | 12,01  |
| Rural       | 25 414 | 75,76 | 12 587 | 37,52  | 12 827 | 38,24  |

## Histoire
De 1975 à 1998, les différents gminy du powiat actuelle appartenaient administrativement à la voïvodie de Radom.

La Powiat de Białobrzegi est créée le 1er janvier 1999, à la suite des réformes polonaises de gouvernement local passées en 1998 et est rattachée à la voïvodie de Mazovie.